# John Costanza
Pour les articles homonymes, voir Costanza.
John Costanza (né le 14 août 1943, à Dover, New Jersey) est un artiste et un lettreur qui a travaillé dans l'industrie de la bande dessinée américaine. Il a travaillé pour les deux grands éditeurs américains DC Comics et Marvel Comics. Il est le lettreur sur le run acclamé d'Alan Moore sur la série Swamp Thing. La majeure partie des travaux de Costanza sont sur des bandes dessinées de « funny animals » et des œuvres à destination des enfants.

## Biographie
John Costanza commence sa carrière en 1965, en travaillant comme assistant de Joe Kubert sur le comic strip de journal en syndication Tales of the Green Berets. Costanza commence bientôt à travailler pour la bande dessinée, à la fois comme artiste et lettreur. Il commence en contribuant sur des titres DC comme G. I. Combat et House of Mystery dans la période 1968-1971.
Puis, durant les années 1970, il réalise des bandes dessinées avec les personnages Looney Tunes/Merrie Melodies de Warner Bros pour Western Publishing.
Pour Marvel, dans les années 1980, il dessine des bandes dessinées avec Heathcliff, Les Amichaines et Hugga Bunch (en).
Dans les années 1990, il travaille à nouveau sur des comics de Warner Bros, cette fois pour les titres Looney Tunes et les Animaniacs chez DC. Il travaille également sur des histoires avec Roger Rabbit et Mickey Mouse pour les Studios Walt Disney. Costanza dessine également des numéros du comics The Simpsons de Matt Groening.

### Lettrage
- 1971 : The New Gods (avec le scénariste et artiste Jack Kirby, DC)
- 1971 : Mister Miracle (avec le scénariste et artiste Jack Kirby, DC)
- 1971 : The Forever People (avec le scénariste et artiste Jack Kirby, DC)
- 1972-1978 : Conan the Barbarian (avec le scénariste Roy Thomas et les artistes Barry Smith et John Buscema, Marvel)
- 1972-1979 : Tomb of Dracula (avec le scénariste Marv Wolfman, l'illustrateur Gene Colan et l'encreur Tom Palmer Marvel)
- 1974-1979 : Doctor Strange (avec les scénaristes Steve Englehart, Marv Wolfman, Jim Starlin et Roger Stern, et les artistes Frank Brunner, Gene Colan, Rudy Nebres, Al Milgrom, Tom Sutton et Tom Palmer, Marvel)
- 1975-1978 : The Invaders (avec le scénariste Roy Thomas, l'illustrateur Frank Robbins, et l'encreur Frank Springer, Marvel)
- 1982-1984 : Legion of Super-Heroes (avec le scénariste Paul Levitz et l'illustrateur Keith Giffen, DC)
- 1982-1985 : Camelot 3000 (avec le scénariste Mike W. Barr et l'illustrateur Brian Bolland, DC)
- 1985-1986 : Crisis on Infinite Earths (avec le scénariste Marv Wolfman et l'illustrateur George Pérez, DC)
- 1985-1994 : Swamp Thing (avec le scénariste Alan Moore, DC/Vertigo)
- 1986 : The Dark Knight Returns (avec le scénariste et artiste Frank Miller et l'encrage de Klaus Janson, série limitée de 4 numéros, DC)
- 1987-1989 : Wonder Woman (avec le scénariste et artiste George Pérez, DC)
- 1993-1999 : Sandman Mystery Theatre (avec les scénaristes Matt Wagner et Steven T. Seagle, Vertigo)
- 1995-1996 : Captain America (avec le scénariste Mark Waid et l'illustrateur Ron Garney, Marvel)
- 2000 : Scene of the Crime (avec le scénariste Ed Brubaker et l'illustrateur Michael Lark, Vertigo)

## Récompenses
Le lettrage de Costanza a été reconnu autant par ses pairs que par les fans. L'Academy of Comic Book Arts l'a nommé Meilleur Lettreur en 1974 (Prix Shazam), et en 1986 et 1987, il remporte le Prix du Comics Buyer's Guide pour le « Favorite Letterer » pour son travail sur Swamp Thing.